# Herbelles
Herbelles korábbi község Franciaországban, Pas-de-Calais megyében. Lakosainak száma 537 fő (2018. január 1.). Herbelles Inghem, Pihem, Thérouanne, Clarques, Cléty és Delettes községekkel határos.
2016. szeptember 1-jén Inghem korábbi községgel egyesült és az így létrejött Bellinghem új község része lett.

## Népesség
A település népességének változása:
| Lakosok száma | 526  | 538  | 537  |
|               | 2013 | 2017 | 2018 |